# Vladimir Istomin
Vladimir Istomin (Russia, 1809 – Sebastopoli, 7 marzo 1855) è stato un ammiraglio russo.

## Biografia

### I primi anni e l'inizio della carriera militare
Nato nel 1809, Istomin proveniva da una famiglia aristocratica della provincia di Pskov, pur trascorrendo la propria infanzia nell'attuale Estonia.
Deciso ad intraprendere la carriera navale, nel 1823 entrò a far parte del Collegio Navale da dove uscì nel 1827 col grado di Guardiamarina per poi essere assegnato al vascello "Azov" sotto il comando del viceammiraglio Heyden, col quale compì viaggi a Kronštadt e a Portsmouth sino alle coste della Grecia ove prese parte alla Battaglia di Navarino l'8 ottobre 1827. Per la brillantezza negli scontri venne premiato con la croce dell'Ordine militare di San Giorgio e promosso di grado.
Dal 1827 al 1832, sempre a bordo della "Azov", Istomin prestò servizio nel Mediterraneo e prese parte al blocco dello stretto dei Dardanelli e per alcune operazioni sul Bosforo. Nel 1830 ottenne la croce di III classe dell'Ordine di Sant'Anna per poi essere trasferito dal 1832 sulla fregata "Maria" di servizio nel Mar Baltico.
Dal 1835 fece ritorno nel Mar Nero ove fu a bordo del vascello "Varsavia" e dal 1837 venne promosso tenente di vascello e designato al comando del piroscafo "Stella del Nord" (Северная Звезда) che nello stesso anno compì un viaggio verso i porti del Mar Nero con lo zar Nicola I e la zarina sua moglie. In quest'occasione egli venne insignito della IV classe dell'Ordine di San Vladimiro e di un anello di diamanti, dono personale dello zar.
Nel 1843 Istomin venne insignito della II classe dell'Ordine di San Stanislao e dal 1845 al 1850 fu a disposizione del governatore del Caucaso, il principe Vorontsov, prendendo parte attiva in operazioni congiunte tra esercito e marina, con l'obbiettivo appunto di riprendere possesso del Caucaso. Nel 1846 ottenne per la brillante condotta la II classe dell'Ordine di Sant'Anna e dal 1849 venne promosso al rango di capitano per poi essere destinato al vascello "Paris" da 120 cannoni, che fu l'ammiraglia russa della Flotta del Mar Nero per un lungo periodo. Nel 1852 ottenne la III classe dell'Ordine di San Vladimiro.

### La guerra di Crimea
Il 18 novembre 1853 Istomin si trovava ancora al comando della "Paris" quando prese parte in formazione alla Battaglia di Sinope, battaglia durante la quale per i grandi meriti conseguiti venne promosso contrammiraglio su interessamento dell'ammiraglio Nakhimov il quale lodò particolarmente l'operato della "Paris" nello scontro in una lettera inviata successivamente allo zar.
Nel 1854, durante l'Assedio di Sebastopoli, Istomin venne nominato comandante di una parte della flotta posta a difesa della collina di Malakoff, dapprima come capo del personale per il viceammiraglio Kornilov. Il 20 novembre 1854 Istomin ricevette il III grado dell'Ordine di San Giorgio. Durante gli scontri di quell'assedio venne però colpito da una palla di cannone e morì il 7 marzo 1855.